# Acrobatic Tenement
Albums de At the Drive-In
¡Alfaro Vive, Carajo!
(1995) El Gran Orgo
(1997)
Acrobatic Tenement est le premier album du groupe américain de Post-hardcore At the Drive-In, publié le 18 août 1996 par Flipside.

## Liste des chansons
Toute la musique est composée par At the Drive-In.
| 1.    | Star Slight            | 1:18 |
| 2.    | Schaffino              | 2:49 |
| 3.    | Ebroglio               | 2:47 |
| 4.    | Initiation             | 3:26 |
| 5.    | Communication Drive-In | 1:44 |
| 6.    | Skips on the Record    | 3:07 |
| 7.    | Paid Vacation Time     | 3:33 |
| 8.    | Ticklish               | 4:35 |
| 9.    | Blue Tag               | 3:17 |
| 10.   | Coating of Arms        | 2:46 |
| 11.   | Porfirio Díaz          | 2:58 |
| 32:20 |                        |      |